# John Sealy Edward Townsend
John Sealy Edward Townsend (Galway, Irlanda, 17 juny 1868 - Oxford, Regne Unit, 16 febrer 1957) fou un físic irlandès, conegut per haver calculat per primer cop la càrrega elèctrica de l'electró de forma aproximada.

## Vida
Townsend era fill d'un professor d'enginyeria civil, i es formà a la Corrig School i al Trinity College de Dublín. El 1895, aprofitant d'un canvi en els estatuts d'exàmens de la Universitat de Cambridge entrà al Laboratori Cavendish com un dels dos primers graduats d'altres universitats, juntament amb Ernest Rutherford. Allà treballà com a estudiant d'investigació amb Joseph John Thomson. El 1900 es traslladà a Oxford, on fou el primer professor Wykeham de Física Experimental, càrrec que conservar fins a la seva jubilació el 1941. El 1911 es casà amb Mary Georgiana Lambert.

## Obra
El 1897 Townsend aconseguí el seu primer èxit científic quan mesurà la unitat fonamental de càrrega elèctrica (la càrrega de l'electró). L'any anterior Thomson havia informat del descobriment de l'electró, la qual massa fou estimada en al voltant de 1/1000 a la de l'àtom d'hidrogen. Townsend, treballant amb els gasos alliberats per electròlisi, fou capaç de formar núvols amb gotes d'aigua carregades i, mitjançant el mesurament de la velocitat de caiguda d'una gota d'aigua en el núvol, pogué calcular la càrrega de cada gota. Obtingué un resultat d'1·10−19 C, un -37,6% inferior al valor actual. Un treball més precís seguint aquest mateix mètode fou realitzat per Robert Millikan el 1911 (experiment de Millikan) aconseguint un valor ja molt proper a l'acceptat en l'actualitat.
Escriví tres llibres: Electricity in Gases (1915), Electrons in Gases (1947) and Electromagnetic Waves (1951). Formulà una teoria de la ionització per col·lisió, el que demostra que el moviment dels electrons en un camp elèctric alliberaria més electrons per col·lisió. Aquests al seu torn alliberaria encara més electrons, i així successivament. Aquesta multiplicació de les càrregues, coneguda com una allau, li permeté explicar el pas de corrents a través de gasos, on es va pensar que el camp elèctric va ser massa feble.

### Honors
Fou nomenat cavaller de la Legion d'Honneur francesa, membre de l'Institut de France, membre de l'Académie des Sciences i membre del Franklin Institute. El 1941 fou nomenat Sir.